# Cumberland (sos)

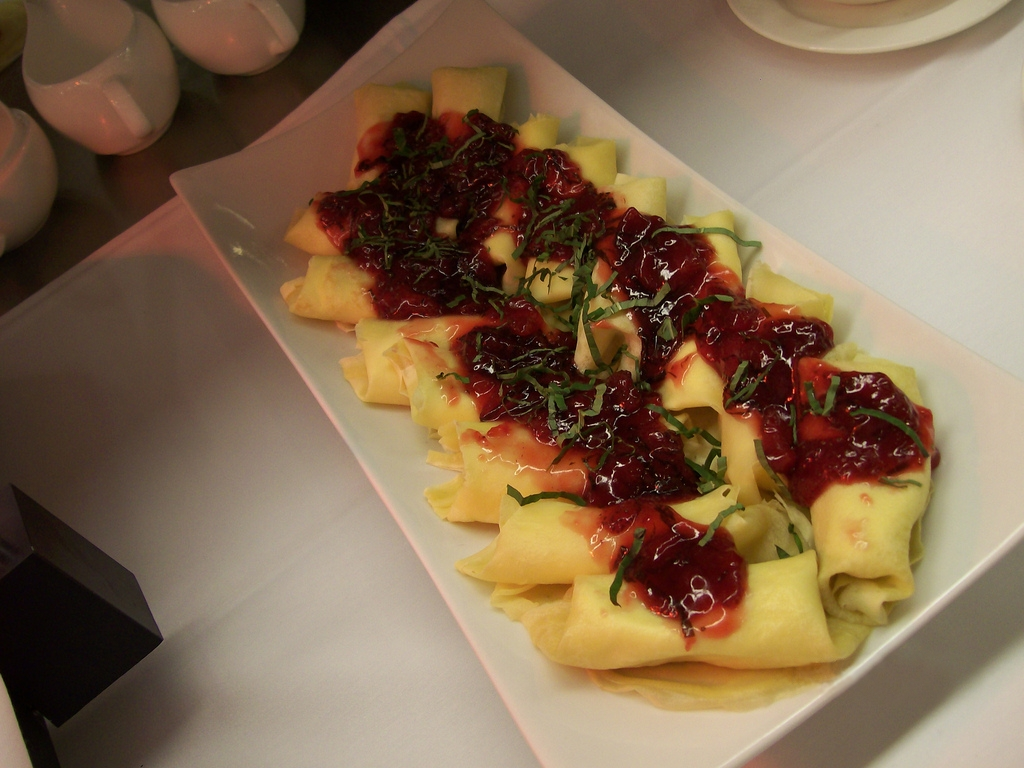
Naleśnik z konfitem z kaczki w sosie Cumberland

Cumberland – rodzaj zimnego sosu podawanego głównie do mięs.
Zimny sos podawany do potraw z dziczyzny (najczęściej potraw z dzika i zająca), sporadycznie do innych mięs. Przygotowuje się go na bazie galaretki z borówki brusznicy lub czerwonych porzeczek, soku pomarańczowego i czerwonego wina, z dodatkiem skórki pomarańczowej. Bywa przyprawiany imbirem i musztardą. Może też powstać na bazie jasnej zasmażki rozprowadzonej sokiem z jagód czarnej borówki, doprawionej sokiem z cytryny, cukrem i solą.
Nazywany czasem sosem oksfordzkim, cumberland najczęściej jest zaliczany do sosów angielskich, co sugeruje jego nazwa. Pochodzi ona od nazwiska, które po abdykacji przyjął ostatni król Hanoweru – Jerzy V. Po raz pierwszy sos ten miał być podany w Penzingu pod Wiedniem, gdzie osiadł on w 1866. Do jego spopularyzowania przyczyniły się także kulinarne publikacje znanego francuskiego restauratora Auguste Escoffiera.